# Ernst Däumig
Ernst Däumig (Merseburg, 1866. november 25. – Berlin, 1922. július 4.) német szocialista forradalmár, újságíró, drámaíró, az 1918–1919-i német forradalomban Richard Müller mellett a tanácshatalom egyik fő ideológusa.

## Élete és munkássága
1887–1898-ig előbb a Francia Idegenlégió tiszthelyetteseként (Észak-Afrikában és Indokínában), majd a német birodalmi hadseregben szolgált. Ezen időszak alatt meggyűlölte a hadsereget és a gyarmati háborút, 1898-ban visszatért Németországba, s 32 évesen belépett Németország Szociáldemokrata Pártjába  (Sozialdemokratische Partei Deutschlands – SPD). Néhány éven át szocialista oktatási programokban segédkezett, s mellette az SPD sajtója számára is dolgozott. 1911-ben szerkesztői állást kapott a Vorwärts-nél és Berlinbe költözött. Írásait főleg a munkásoktatásnak és a militarizmus kritikájának szentelte. Az első világháború kitörése után a párt burgfrieden politikájának ellenzői közé tartozott, amiért a pártvezetés 1916-ban többekkel együtt lemondatta a szerkesztői funkciójáról. Ezután a Mitteilungs-Blatt, egy alternatív párthetilap szerkesztője volt a Németország Független Szociáldemokrata Pártja (Unabhängige Sozialdemokratische Partei Deutschlands – USPD) hivatalos megalakulásáig, melynek egyik alapítója. Az USPD radikális baloldalának tagjaként, mint az oroszországi forradalom híve, egyre nagyobb befolyásra tett szert a pártban. 1918 márciusától novemberéig az USPD titkára, mellette a párt napilapjának a Die Freiheitnek (Szabadság) a szerkesztője volt. 1918 nyarán csatlakozott a forradalmi bizalmiak (Revolutionäre Obleute) mozgalmához. Miután Richard Müllert, a januári háborúellenes sztrájk bebörtönzött főszervezőjét novemberben szabadon bocsátották, együtt dolgozott vele a Munkás- és Katonatanácsok Végrehajtó Tanácsában (Vollzugsrat des Arbeiter- und Soldatenrats Groß-Berlin). Összebarátkoztak, s ettől fogva politikai pályájuk párhuzamosan alakult, egészen Däumig haláláig. A december 16. és 21. között megtartott birodalmi tanácskongresszuson (Reichsrätekongress) benyújtott egy határozati javaslatot a tanácsrendszer bevezetéséről, de azt a küldöttek nagy többséggel leszavazták.
Bár Däumig társelnöki tisztségét előre elhatározták az USPD-ben, Hugo Haase annak realizálását minduntalan megakadályozta, így hivatalos beiktatása csak Haase 1919 decemberi, tragikus halála után valósult meg. 1920 júniusától a Reichstag tagja, a Komintern II. kongresszusán az USPD küldöttje volt. Az USPD 1920 októberi pártkongresszusán azt az álláspontot képviselte, hogy a fogadják el a Komintern felvételi feltételeit, amely végül a párt kettészakadásához vezetett. Däumig csatlakozott az 1920 decemberében megalakult Németország Egyesült Kommunista Pártjához (Vereinigte Kommunistische Partei Deutschlands – VKPD), és annak Paul Levi mellett társelnöke lett. Paul Levi Komintern nyomásra történő leváltása elleni tiltakozásul, több elnökségi taggal együtt lemondott tisztségéről. 1922 áprilisában újra csatlakozott az USPD-hez, majd három hónap múltán elhunyt.